# 마나카 야스오
마나카 야스오(일본어: 眞中 靖夫, 1971년 1월 31일 ~ )는 일본의 전 축구 선수이다.

## 구단 경력
과거 가시마 앤틀러스, 세레소 오사카, 산프레체 히로시마, 요코하마 FC에서 활동하였다.